# Algar Orde-Powlett, 7. Baron Bolton
Richard William Algar Orde-Powlett, 7. Baron Bolton (* 11. Juli 1929; † 29. Juli 2001) war ein britischer Großgrundbesitzer und konservativer Politiker.

## Leben
Orde-Powlett war der älteste Sohn von Nigel Orde-Powlett, 6. Baron Bolton, und der Victoria Mary Villiers aus der Familie der Earls of Clarendon. Er folgte seinem Vater 1963 als Baron Bolton. Über seine Mutter gehörte er zu den Nachfahren Wilhelm des Eroberers.
Orde-Powlett wuchs bei seinen Großeltern auf Bolton Hall auf, besuchte dann das Eton College und graduierte 1951 am Trinity College in Cambridge. Im selben Jahr heiratete er in erster Ehe Hon. Christine Weld-Forester, Tochter von Cecil George Wilfred Weld-Forester, 7. Baron Forester of Willey Park. Nach der Scheidung im Jahr 1981 heiratete er Masha Ann Hudson, von der er 1990 geschieden wurde, und in dritter Ehe 1991 Lavinia Wright. Er hatte aus erster Ehe eine Tochter und zwei Söhne, darunter den 1954 geborenen Harry, der nach seinem Tode den Titel erbte. Sein Enkel (heir apparent) ist Captain Hon. Thomas Peter Algar Orde-Powlett, der als Offizier der Irish Guards für seinen Einsatz bei Basra im Irakkrieg 2004 mit dem Military Cross ausgezeichnet wurde.
Orde-Powlett war erbliches Mitglied des House of Lords. Seine Ländereien, der vormalige Besitz der ausgestorbenen Dukes of Bolton, von denen die Barone Bolton abstammen, hatten eine Ausdehnung von rund 12.000 Acres, entsprechend etwa 4.850 Hektar mit einem geschätzten Wert von 70 Millionen Pfund Sterling. Sie umfassten neben Bolton Hall, dem Familiensitz, Bolton Castle in den Yorkshire Dales, eine der besterhaltenen mittelalterlichen Burgen Englands, 1379 bis 1399 von seinem Vorfahren Richard Scrope, 1. Baron Scrope of Bolton, Lordkanzler von Richard II. von England erbaut.
1957 bis 1980 war Orde-Powlett Vorsitzender der Richmond Conservative Association in Yorkshire. Im House of Lords war er Mitglied des konservativen Flügels und setzte sich insbesondere für ein unabhängiges Rhodesien, in welchem die Familie seiner ersten Frau Grundbesitz hatte, unter Ian Smith ein. Er war Geschäftsführer der Yorkshire Insurance von 1964 bis zu deren Übernahme durch General Accident im Jahre 1970, dann deren Geschäftsführer. Weiter beteiligte er sich am Erwerb verschiedener Gartenbau-Unternehmen. Orde-Powlett war Magistrat für North Riding of Yorkshire von 1959 bis 1978 und Vorsitzender für Yorkshire der Royal Forestry Society von 1962 bis 1964. Bekannt war auch seine Pferdezucht im traditionsreichen „Bolton stud“.
Orde-Powlett war bis zum 11. November 1999 Abgeordneter im House of Lords, als er seinen Sitz durch den House of Lords Act 1999 verlor.
1966 doubelte Orde-Powlett, ein vorzüglicher Flintenschütze, während der Dreharbeiten auf seinem Land David Niven als James Bond in den Jagdszenen des Films Casino Royale.

## Ahnentafel
| Vorfahren von Algar Orde-Powlett, 7. Baron Bolton               | Vorfahren von Algar Orde-Powlett, 7. Baron Bolton | Vorfahren von Algar Orde-Powlett, 7. Baron Bolton                                                                                 | Vorfahren von Algar Orde-Powlett, 7. Baron Bolton                                                                                 | Vorfahren von Algar Orde-Powlett, 7. Baron Bolton                                                                                 | Vorfahren von Algar Orde-Powlett, 7. Baron Bolton | Vorfahren von Algar Orde-Powlett, 7. Baron Bolton                                                                                          | Vorfahren von Algar Orde-Powlett, 7. Baron Bolton                                                                         | Vorfahren von Algar Orde-Powlett, 7. Baron Bolton                                                                         |
| --------------------------------------------------------------- | --- | --- | --- | --- | --- | --- | --- | --- |
| Ururur- großeltern                                              | Hon. Thomas Powlett Orde-Powlett (1787–1843) Sohn von Thomas Orde-Powlett, 1. Baron Bolton und Jean Mary Browne-Powlett Tochter von Charles Paulet, 5. Duke of Bolton | Andrew Robert Drummond (1794–1865) ⚭ 1822 Lady Elizabeth Frederica Manners († 1886) Tochter von John Manners, 5. Duke of Rutland  | | Abraham Colles (1773–1843) ⚭ Sophia Cope                                                                                          | Hon. George Villiers (1759–1827) Sohn von Thomas Villiers, 1. Earl of Clarendon ⚭ 1798 Hon. Theresa Parker (1775–1856) Tochter von John Parker, 1. Baron Boringdon | John Russell, 6. Duke of Bedford (1766–1839) ⚭ 1786 Hon. Georgiana Elizabeth Byng († 1801) Tochter von George Byng, 4. Viscount Torrington | Johann Christian Jauch senior (1765–1865)                                                                                 | |
| Ururgroßeltern                                                  | William Orde-Powlett, 3. Baron Bolton (1818–1895) ⚭ 1864 Letitia Crawfurd (1825–1882)                                                                                 | Richard Lumley, 9. Earl of Scarbrough (1813–1884) ⚭ 1846 Frederica Mary Adeliza Drummond († 1907)                                 | William Gibson (1808–1872) ⚭ 1831 Louisa Grant                                                                                    | Henry Jonathan Cope Colles ⚭ 1868 Elizabeth Mary Mayne                                                                            | Hon. Henry Montagu Villiers (1813–1861) Bischof von Durham ⚭ 1837 Amelia Maria Hulton († 1871)                                                                     | John Russell, 1. Earl Russell (1792–1878) ⚭ 1835 Lady Adelaide Ribblesdale († 1838)                                                        | Gustav Lührsen (1805–1868) ⚭ Charlotte Jauch (1811–1872)                                                                  | |
| Urgroßeltern                                                    | William Orde-Powlett, 4. Baron Bolton (1845–1922) ⚭ 1868 Lady Algitha Frederica Mary Lumley (1847–1919)                                                               | William Orde-Powlett, 4. Baron Bolton (1845–1922) ⚭ 1868 Lady Algitha Frederica Mary Lumley (1847–1919)                           | Edward Gibson, 1. Baron Ashbourne (1837–1913) Lord Chancellor of Ireland ⚭ 1868 Frances Maria Adelaide Colles (1849–1926)         | Edward Gibson, 1. Baron Ashbourne (1837–1913) Lord Chancellor of Ireland ⚭ 1868 Frances Maria Adelaide Colles (1849–1926)         | Henry Montagu Villiers (* 1837) Präbendar der St. Pauls Cathedral ⚭ 1861 Lady Victoria Russell (1838–1880)                                                         | Henry Montagu Villiers (* 1837) Präbendar der St. Pauls Cathedral ⚭ 1861 Lady Victoria Russell (1838–1880)                                 | Dr. Johannes Lührsen (1838–1903) kaiserlich-deutscher außerordentlicher Gesandter und Minister ⚭ 1887 Amalie Petersberger | Dr. Johannes Lührsen (1838–1903) kaiserlich-deutscher außerordentlicher Gesandter und Minister ⚭ 1887 Amalie Petersberger |
| Großeltern                                                      | William Orde-Powlett, 5. Baron Bolton (1869–1944) Member of Parliament für Richmond ⚭ 1893 Hon. Elizabeth Mary Gibson (1871–1943)                                     | William Orde-Powlett, 5. Baron Bolton (1869–1944) Member of Parliament für Richmond ⚭ 1893 Hon. Elizabeth Mary Gibson (1871–1943) | William Orde-Powlett, 5. Baron Bolton (1869–1944) Member of Parliament für Richmond ⚭ 1893 Hon. Elizabeth Mary Gibson (1871–1943) | William Orde-Powlett, 5. Baron Bolton (1869–1944) Member of Parliament für Richmond ⚭ 1893 Hon. Elizabeth Mary Gibson (1871–1943) | Henry Montagu Villiers (1863–1948) britischer Konsul ⚭ 1895 Carmen Carlota Elvira Lührsen (1877–1958)                                                              | Henry Montagu Villiers (1863–1948) britischer Konsul ⚭ 1895 Carmen Carlota Elvira Lührsen (1877–1958)                                      | Henry Montagu Villiers (1863–1948) britischer Konsul ⚭ 1895 Carmen Carlota Elvira Lührsen (1877–1958)                     | Henry Montagu Villiers (1863–1948) britischer Konsul ⚭ 1895 Carmen Carlota Elvira Lührsen (1877–1958)                     |
| Eltern                                                          | Nigel Orde-Powlett, 6. Baron Bolton (1900–1963) ⚭ 1928 Victoria Mary Villiers (1903–1933)                                                                             | Nigel Orde-Powlett, 6. Baron Bolton (1900–1963) ⚭ 1928 Victoria Mary Villiers (1903–1933)                                         | Nigel Orde-Powlett, 6. Baron Bolton (1900–1963) ⚭ 1928 Victoria Mary Villiers (1903–1933)                                         | Nigel Orde-Powlett, 6. Baron Bolton (1900–1963) ⚭ 1928 Victoria Mary Villiers (1903–1933)                                         | Nigel Orde-Powlett, 6. Baron Bolton (1900–1963) ⚭ 1928 Victoria Mary Villiers (1903–1933)                                                                          | Nigel Orde-Powlett, 6. Baron Bolton (1900–1963) ⚭ 1928 Victoria Mary Villiers (1903–1933)                                                  | Nigel Orde-Powlett, 6. Baron Bolton (1900–1963) ⚭ 1928 Victoria Mary Villiers (1903–1933)                                 | Nigel Orde-Powlett, 6. Baron Bolton (1900–1963) ⚭ 1928 Victoria Mary Villiers (1903–1933)                                 |
| Richard William Algar Orde-Powlett, 7. Baron Bolton (1929-2001) | | | | | | | | |